# Praia da Solidão
Praia da Solidão (ou Praia do Rio das Pacas) est une plage de la municipalité de Florianópolis, au Brésil. Elle se situe au sud de l'île, face à l'océan Atlantique, à 32 km du centre ville. 
Ancienne plage de pêcheurs, elle est aujourd'hui recherchée pour sa beauté sauvage et sa tranquillité (solidão siginifie « solitude » en français). Elle sert également d'estuaire à un petit cours d'eau, le rio das Pacas, ce qui lui vaut son deuxième nom.